# Falsopodabrus rolciki
Falsopodabrus rolciki es una especie de coleópteros de la familia Cantharidae.

## Distribución geográfica
Habita en Megalaya (India).